# Paradigma many-to-many
El paradigma many-to-many o muchos a muchos de comunicación es uno  de tres principales paradigmas de cómputo en Internet. Se caracteriza por múltiples usuarios que contribuyen y reciben información, con los elementos de información a menudo hipervinculados a través de sitios web diferentes. Desarrollos como el intercabio de archivos, blogs, wikis y tagging son medios de comunicación que reflejan este paradigma; este contrasta con los paradigmas uno-a-uno (caracterizado por el correo electrónino, FTP y Telnet) y uno-a-muchos (caracterizado por los sitios web).
Con la evolución hacia el paradigma informático completo de "muchos a muchos", las personas pueden introducir y recibir información desde y hacia Internet; podrán conectarse y comunicarse dinámicamente dentro de un ámbito flexible; no habrá límites artificiales entre las herramientas de información y comunicación, y la definición de "muchos" irá mucho más allá de las personas para incluir entidades como organizaciones, productos, procesos, eventos y conceptos.